# Brunswick River (Collie River)
Der Brunswick River (dt.: 'Braunschweig-Fluss') ist ein Fluss im Südwesten des australischen Bundesstaates Western Australia.

## Geografie
Der Fluss entspringt an den Südhängen der Darling Range. Von dort fließt er nach Südwesten durch die Stadt Brunswick Junction und weiter nach Australind, wo er in den Collie River mündet.

### Nebenflüsse mit Mündungshöhen
- Ernest River – 232 m
- Augustus River – 205 m
- Frederic River – 201 m
- Lunenburgh River – 78 m
- Elvira Gully – 16 m
- Wellesley River – 13 m[1]

## Geschichte
Der Fluss wurde 1830 von Gouverneur James Stirling nach Ernst August I., König von Hannover und Fürst von Braunschweig-Lüneburg, benannt. Der König war 1813 Passagier der HMS Brazen, auf der Stirling Kapitän war.
Die anderen Namen und Titel des Königs wurden zum Teil in den Nebenflüssen des Brunswick River verwendet, so dem Ernest River (dt.: 'Ernst-Fluss'), dem Augustus River (dt. 'August-Fluss') und dem Lunenburgh River (dt.: 'Lüneburg-Fluss').